# 미래학
미래학(未來學, 영어: futures studies/research, futurism, futurology)은 과거, 현재의 상황을 근거로 미래 사회를 여러 각도에서 연구, 추론하고 예측하여 그 모형(모델)을 제시하는 학문이다.
가능성 있는, 개연성 있는 그리고 더 나은 미래를 상정하고 이를 기저로 하는 세계관이나 신화에 대해 연구하는 학문으로서, 예술인지 과학인지에 관하여 이견이 있으며 일반적으로 사회과학의 한 갈래와 역사의 또다른 분야로 일컬어진다. 역사는 과거를 연구하고, 미래학은 미래를 생각한다. 미래학은 무엇이 지속되기에 개연성이 있는지 또 무엇이 그럴싸하게 바뀔 수 있는지에 대해 이해하기 위해 보며 학문의 분야와 같이 체계적으로 보고 과거의 현재의 패턴을 기반으로 한 이해와 미래의 사건과 트렌드의 존재 가능성을 알아낸다. 좀 더 좁게, 더 명시적으로 연구되는 물리학과 다르게 미래학은 세계의 체계를 더 크게, 더 복잡하게 이해한다. 미래학 연구의 방법론과 지식은 자연과학이나 심지어 사회학, 경제학, 정치학과 같은 사회과학과 비교하여 일부만 증명된다.

## 관련 단체
- 랜드 연구소
- 밀레니엄 프로젝트
- 로마 클럽
- 싱귤래리티 대학교

## 같이 보기
- 인구 폭발
- 미래학자